# Енрике Лорес
Енрике Хосе Лорес Обрадорс (на испански: Enrique José Lores Obradors) e испански бизнесмен, главен изпълнителен директор и президент на HP Inc.

## Биография
Лорес е роден на 1 ноември 1965 г. в Мадрид, Испания. Завършва електроинженерство в Политехническия университет във Валенсия, по-късно получава магистърска степен по бизнес администрация на Висшето училище за администрация и управление на предприятията в Барселона.
Професионалната си кариера в HP Inc. започва през 1989 г. като стажант инженер. Заемал е различни висши ръководни позиции в продължение на тридесет години. На 16 ноември 2019 г. е назначен за неин главен изпълнителен директор след оттеглянето на Дион Уайслър поради „семейни причини“. Преди това е бил президент за бизнеса с принтери. Лорес изиграва роля в разделянето на Hewlett-Packard на две публично регистрирани компании – HP Inc. и Hewlett Packard Enterprise, както и в процеса по придобиване на принтерния бизнес на Samsung Electronics за 1,05 млрд. долара през 2017 г.
Част е от борда на директорите на PayPal, член на Кръглата маса за бизнеса, Съвета на главните изпълнителни директори на Welcome.US и Международният бизнес съвет и Алианс на главните изпълнителни директори на климатичните лидери на Световния икономически форум.